# Theatre of Tragedy
Theatre of Tragedy fue una banda de metal gótico nacida en Stavanger (Noruega), originalmente creada en 1993 y más conocida por sus primeros álbumes los cuales impulsaron el metal gótico, cuya letra está en inglés antiguo del Renacimiento, en donde el grupo hizo uso del contraste de una voz grave masculina y una voz femenina de soprano.

Es considerada una de las bandas pioneras de la escena doom escandinava. Sin embargo, en el disco Aegis tocaron un rock gótico notablemente influenciado por el doom metal y fue a partir del disco Musique que el grupo evoluciona hacia sonidos más propios del rock industrial.
Después de sus álbumes Storm y Forever Is The World (producciones con Nell Sigland), Theatre of Tragedy anunció su retiro definitivo a partir del 2 de octubre de 2010, ya que ese día exactamente cumplieron 17 años de fundada, con lo cual cada uno de sus miembros siguió con sus vidas en otras direcciones.

## Historia

### Orígenes
Theatre of Tragedy se forma cuando el baterista Hein Frode Hansen deja la banda Phobia en 1993 y empieza a buscar un nuevo proyecto musical en el que tocar, entrando a formar parte del grupo llamado Suffering Grief. En ese momento, Suffering Grief estaba formado por el vocalista Raymond Istvàn Rohonyi, el teclista linn y los guitarristas Pål Bjåstad y Tommy Lindahl. Aún no tenían bajista, pero Eirik T. Saltrø tocaba con ellos en los conciertos en directo.
Después de encontrar un local para ensayar, el grupo decide trabajar sobre algunos arreglos sobre piano compuestos por Lorentz. Las voces, en ese momento, estaban completamente compuestas por registros guturales propios del death metal.
Cuando componen su primera canción, «Lament of the Perishing Roses», la banda cambia su nombre a Le Reine Noir y poco después al nombre definitivo de Theatre of Tragedy. Posteriormente, invitaron a la cantante Liv Kristine para que fuera la voz femenina en una canción, pero rápidamente le pidieron que se uniera al grupo de forma permanente.
Theatre of Tragedy tiene influencias alemanas gracias a Raymond Istvan, ya que cuatro meses antes de formarse la agrupación Istvan había estudiado el idioma; es por eso que algunas de las composiciones de la banda fueron escritas en esa lengua germánica. En particular destaca el tema «Der Tanz der Schatten». Además de ello, la agrupación grabó parte de su material en Alemania.

### Theatre of Tragedy(1994-1995)
En 1994 editaron su primer demo en estudio y en 1995 salió a la luz su álbum debut autotitulado Theatre of Tragedy, luego de conseguir un contrato discográfico en el sello alemán Massacre Records con el productor Dan Swanö, siendo calificados como la «oscura ola de metal proveniente de Noruega». 
Este trabajo tuvo relativamente una pobre aceptación del público y la crítica, con ventas de aproximadamente setenta y cinco mil copias, a pesar de tener un tema importante en la discografía de la banda «A Hamlet for a Slothful Vassal», promocionado con un oscuro vídeoclip.    
En él se visualizan su característico death metal/doom metal de sus primeros discos, con líricas densas y oscuras en inglés del Renacimiento. 
Los temas raras veces tienen una historia clara, y son frecuentes las referencias a la muerte, muertos vivientes, a demonios y otros elementos sobrenaturales similares. Las líneas se interpretan como cantos o poemas extensos, a veces sin una rima, dependiendo de la parte de la canción. 
Otras secciones de los temas presentan la característica voz gutural de Raymond Rohonyi contrastada con la cálida de Liv Kristine. Es un estilo vocal que fue extensamente copiado por casi todas las bandas góticas contemporáneas y conocido generalmente como «La Bella y la Bestia».

### Velvet Darkness They Fear(1996-1997)
A continuación, editaron el álbum Velvet Darkness They Fear, publicado el 26 de agosto de 1996, el cual siguió el camino de su antecesor, aunque un poco más extremo y elaborado. Fue lanzado bajo el mismo sello, con la producción de Pete «Pee Wee» Coleman y grabado en el Commusication Studio en Alemania, país donde la banda radicó y compuso con cierta frecuencia.
Su segundo álbum tuvo una recepción algo mayor, tanto dentro de Noruega como fuera de su país natal al casi duplicar las ventas del primer álbum, con más de ciento veinticinco mil copias.  Hoy se considera una joya y un clásico dentro del género, debido a una producción muy cuidada. Las letras de Rohonyi son muy análogas, con una única excepción: «Der Tanz der Schatten», pieza potente que fue compuesta íntegramente en alemán, y que a su vez fue el sencillo debut para la agrupación.
Otro tema destacado es  «And When He Falleth», que incluye una sección de diálogo de  Jane Asher y Vincent Price extraído de la película The Masque of the Red Death, basada en la obra homónima de Edgar Allan Poe.
El EP A Rose for the Dead fue publicado en 1997, el cual contiene material que no salió en Velvet Darkness They Fear.

### Aégis(1998-1999)
Difiere de sus trabajos anteriores a causa de diversos aspectos: las melodías tienen un tono más suave y atmosférico, y la voz gutural masculina se escucha menos agresiva, sólo es un profundo y repetido susurro en contraste con la voz femenina limpia, sin dejar de mencionar que en los temas donde se hace mayor uso de la voz masculina, esta en vez de agresiva, es más bien barítono. Otro detalle es el hecho de que las guitarras están menos distorsionadas, y para hacer contraste, el piano tiene una mayor prominencia, al igual que el bajo, el cual es auditivamente predominante. Todo sumado a diversos efectos etéreos causados por medio de la guitarra melódica, los teclados y efectos electrónicos  en combinación con una batería repetitiva y constante.  
Toca destacar por supuesto que la gran mayoría de los temas están compuestos bajo una estructura musical de rock gótico dejando al Metal como «una pizca de influencia agregada». Precisamente seis del total de ocho temas son rock gótico aunque de corte moderno y poco ortodoxo por supuesto; sobre todo porque todos contienen un pequeño grado o «pizca» de influencias de doom metal en su composición, muy pequeña, pero igualmente notable. Ejemplo de ello serían los temas «Aœde», «Lorelei», «Samantha», «Bacchante» entre otros... Mientras que los temas «Venus» y «Poppaea» sí son propiamentedoom metal/gothic metal a pesar de las influencias góticas con las que cuentan. 
Los temas son largos y complejos, y quizás los más particulares que hayan compuesto, con muchas evocaciones al folklore europeo. «Venus» (balada con una vocalización femenina de versos en latín) es una referencia a la leyenda romana; «Aedea», «Cassandra», «Bacchante» y «Siren» son claras alusiones a la mitología griega. «Lorelei» es una referencia a la leyenda alemana de una ondina que lleva el mismo nombre. Finalmente, «Poppaea» es el único personaje histórico en los temas de esta producción.
Sin lugar a dudas, este disco coincidió con la época de mayor popularidad para Theatre of Tragedy en Europa. En 1998, Aégis alcanzó el Top 40 en las listas de éxitos de Alemania. Algunas de las revistas especializadas más importantes (como Metal Hammer y Sonic Seducer) reflejaban la fuerte posición de la banda en escena. Para esa época, actuaron en vivo para la televisión en el Dynamo Open Air en Eindhoven, Países Bajos. Además, animaron un show ante más de ocho mil personas en su primer concierto en Atenas, Grecia. En el Zillo Festival, en Losheim am See, Alemania, tocaron al frente de veinte mil personas en el verano de 1998.

### Cambios en la banda
El puesto de guitarrista principal fue sumamente inestable en esta agrupación, por razones que nunca han sido muy claras. Pål Bjåstad fue el inicial y participó en estudio con la guitarra una única vez, en el disco debut Theatre Of Tragedy. Se marchó en 1995, con sólo dos años de permanencia.
Su sustituto Geir Flikkeid participó de 1995 a 1997 en Velvet Darkness They Fear y el sencillo «Der Tanz Der Schatten». Su puesto fue para Tommy Olsson de 1997 a 1999, quien estuvo en la grabación del célebre Aégis. Ese instrumento lo asumió hasta el final Vegard Thorsen.
Como segundo guitarrista fue Tommy Lindal desde 1993 a 1997 (desde Theatre Of Tragedy hasta A Rose for the Dead). Su puesto lo asumiría Frank Claussen.
Eirik T. Saltrø participó con el bajo desde Theatre Of Tragedy hasta Musique. Su lugar ha sido ocupado a la fecha por músicos invitados, tanto en estudio como en conciertos. Oficialmente, la banda es un sexteto.

### Musique(2000-2001)
Con los cambios en al alineación original y en una nueva década, llegaron nuevas tendencias musicales. 
Su álbum Musique, lanzado el 14 de noviembre de 2000, marcó un antes y un después en la agrupación escandinava. Fue grabado en los Sound Suite Studios en Marsella, Francia, con elementos de rock  industrial y tecno pop. El título del disco es una transcripción fonética ('mjuːzɪk) de la palabra inglesa music según el Alfabeto Fonético Internacional.
Por otro lado, la banda consiguió un contrato discográfico con Nuclear Blast con la finalidad de obtener una mayor distribución. El disco fue producido por Erik Ljunggren, tecladista miembro de la banda noruega Zeromancer.
Con Musique se abandonó totalmente la temática gótica y las letras en inglés renacentista, para dirigirse hacia un estilo más electrónico y comercial, usando un inglés moderno y más contemporáneo.
El cambio de dirección musical se reflejó también en la ausencia de temas oscuros y sobrenaturales, a cambio de utilizar letras basadas en la vida moderna, incluyendo tecnología («Machine», «Radio»), vida nocturna («Image», «The New Man») y peleas callejeras  («Crash/Concrete»). 
«Image» y «Machine» fueron editados como sencillos con sus respectivos vídeoclips, y son unos de los puntos altos de este trabajo.
En términos generales, gozó de una buena recepción del público y críticas favorables, a pesar de existir sectores más conservadores que no aceptaron un cambio tan radical.
En 2000, Theatre of Tragedy lanzó su EP Inperspective, que tiene la particularidad de contener remixes o versiones electrónicas de algunas piezas de Aégis y Velvet Darkness They Fear.
En 2001, la banda publicó su primer disco en vivo, llamado Closure: Live, grabado en el festival Metalmania en Katowice, Polonia, en 2000. Contiene diez canciones extraídas de sus tres primeros discos y dos vídeos multimedia: «Cassandra» y «Der Tanz Der Schatten».

### Assemblyy salida de Liv Kristine (2002-2003)

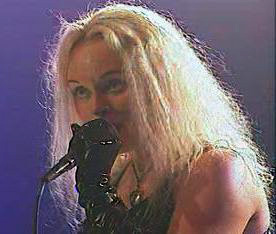
Liv Kristine en concierto en 2001

Para el 16 de abril de 2002, lanzaron Assembly como su quinto álbum de estudio, y siguiendo un estilo al del previo. En vista de su éxito con la disquera Nuclear Blast, deciden continuar con la etiqueta. Fue grabado en el Karillo and MD Studios, bajo la producción del finlandés Hiili Hiilesmaa, vocalista de The Skreppers, y conocido por su participación con agrupaciones de su país como Apocalyptica y HIM, así como con Moonspell.
Con un estilo decididamente de metal electrónico, según algunos críticos, el álbum se asemeja a un método de sonido descrito como escuchar a «Siouxsie & the Banshees atascado con Ace of Base» .
Una característica notable es la historia de las letras con respecto a Musique. Las canciones se enfocan más en la tecnología que en la gente, con piezas como «Play» y «Let You Down». La temática moderna se enfatiza aún más en «Automatic Lover» que refiere a la vida nocturna moderna y con «Universal Race» que hace alusión a viajes espaciales como una metáfora a una relación sexual. 
La cubierta fue diseñada por Thomas Ewerhard, responsable también de las de Storm (2006) y Forever Is the World (2009).
Una versión exclusiva del álbum contiene como un bonus track un cover de «You Keep Me Hangin' On», original de The Supremes y que también hizo famosa Kim Wilde.
Después de dos giras exitosas en Europa y conciertos adicionales en México D. F. (por primera vez), Londres y Moscú, serían la primera banda europea en tocar en Beirut, Líbano, después del fin de la guerra civil que afectó a ese país.
A pesar del éxito, Assembly fue el último disco en el que apareció al frente Liv Kristine, despedida según sus propias palabras, «vía correo electrónico por diferencias musicales». En agosto de 2003 y producto de la evolución del grupo hacia el rock industrial y la música electrónica en sus álbumes Musique (2000) y Assembly (2002), el grupo declara en un comunicado oficial de su página web que Liv Kristine deja el grupo debido a diferencias musicales. La cantante, por su parte, declara en su página web que fue despedida por correo electrónico, y que no fue informada personalmente por ninguno de los miembros del grupo.
A raíz de esto, en 2003 Liv Kristine, su miembro más destacado y conocido, formó en Alemania el grupo Leaves' Eyes junto con su marido Alexander Krull y músicos del grupo Atrocity. A inicios de ese mismo año, la pareja se había casado y en diciembre nació su hijo Leon Alexander.
Posterior a ello, la banda se tomó un largo receso de cuatro años fuera de los estudios de grabación, mientras replanteaban su futuro musical, negociaban un nuevo contrato discográfico y contrataban a una nueva vocalista.

### Llegada de Nell Sigland yStorm(2003-2007)
La cantante Nell Sigland (proveniente del grupo The Crest) se unió a Theatre of Tragedy a finales de 2003.  Con ella como novedad principal, el grupo editó su sexto álbum, Storm, el 24 de marzo de 2006 e inició un tour por Europa junto a Gothminister .
En esta producción, la banda pareció dar un paso atrás de los sonidos industrial y electrónico de los dos últimos álbumes y podría ser visto como un regreso al estilo de sus primeros discos.
Storm fue grabado en el Toproom Studio y el Elektrostal Studio, bajo la casa discográfica Candlelight Records y la producción de Greg Reely. El único sencillo extraído fue su tema central «Storm», lanzado con su vídeoclip. Una edición especial publicada en EP ese año incluyó una versión mix de la pieza, una canción del álbum («Begin & End») y otra pieza hasta entonces inédita («Beauty In Deconstruction»).

### Forever is the Worldy últimas presentaciones (2008-2010)
El 2 de octubre de 2008, Theatre of Tragedy celebró su 15 aniversario con una serie de presentaciones europeas. En diciembre de 2008 lanzaron un nuevo sencillo llamado «Frozen» como tema promocional del nuevo álbum que vería la luz un año después, el cual estuvo disponible en su sitio oficial en Myspace.
Según una publicación de su página oficial, Theatre of Tragedy anunció que su séptimo álbum de estudio y final fue Forever is the World, con fecha de salida 18 de septiembre de 2009, bajo la etiqueta AFM Records. Fue grabado en el Cutting Room Studios de Estocolmo, Suecia. En él se mantienen los mismos elementos de su antecesor, con una mezcla de metal gótico y metal industrial.
El disco fue producido por el cantante de la banda Zeromancer, Alexander Møklebust y masterizado por Bjørn Engelmann. La portada fue acreditada a Thomas Ewerhard, quien también realizó las de Assembly y Storm.
«Deadland», lanzado a finales de 2009, se considera el último sencillo en la carrera de la banda.
Por su parte, Metal Mind Productions volvió a reeditar el 27 de julio de 2009 los álbumes Musique y Asembly, en formato remasterizado, con piezas extras, nuevas notas y otros diseños. Ambos constan de una edición especial y limitada de solo dos mil copias.
El 12 de marzo de 2010, se lanzó el EP Addenda, que contine versiones alterntativas de temas de su álbum final.
Paralelo a ellos y como uno de los últimos materiales disponibles, se publicó el 12 de marzo de 2010 un disco en vivo llamado The Tour Edition, que contiene un CD extra con canciones remezcladas y piezas inéditas.
Ese mismo día, Theatre of Tragedy inició su gira de despedida, el «Forever is the World Tour». La banda noruega de metal sinfónico y metal gótico Where Angels Fall tocó como soporte en la parte europea del tour.
Para junio de 2010, realizaron la primera y única gira de la banda por Latinoamérica, que incluyó presentaciones en México, Ecuador, Perú, Chile, Argentina y para concluir, un show en Brasil.

### Final de Theatre of Tragedy
En un sorpresivo y escueto comunicado en su página oficial del 1 de marzo de 2010, la banda se despidió textualmente de su público de la siguiente forma:

«EL TEATRO ESTÁ CERRANDO
Después de casi diecisiete años de existencia, Theatre of Tragedy ha decidido llamar al día del cierre. Esto no ha sido una decisión fácil de tomar y hemos pensado en esto por un largo tiempo. Finalmente, se llegó a este acuerdo durante la producción de nuestro último disco, Forever Is The World.
Theatre of Tragedy llegará a su fin el 2 de octubre de 2010, exactamente diecisiete años después de que empezamos a hacer música juntos.
Con los años todos nos hemos esforzado por combinar a Theatre con la vida cotidiana, pero al final ha resultado más difícil. Hemos llegado a apreciar la vida familiar y el empleo, lo que hace muy difícil continuar con esta vida de rock and roll en la carretera.
Sabemos que algunos de ustedes probablemente estarán muy decepcionados, pero también esperamos que sigan escuchando nuestra música, que todos ustedes han aprendido a apreciar y amar tanto.
Queremos agradecer a todos ustedes por todo su apoyo durante los últimos diecisiete años! Theatre of Tragedy no habría sido posible sin ustedes!.
¡Asegúrense de asistir a los últimos shows de Theatre of Tragedy durante este año!. El concierto final tendrá lugar el 2 de octubre en Stavanger, donde todo comenzó.
Nuestra música va a vivir  ... y para siempre es el mundo.

Theatre of Tragedy.»

### Last Curtain Call(2011)
En septiembre de 2010, los fanes de la banda ayudaron a conseguir fondos para terminar su primer y último DVD de un concierto filmado en su natal Stavanger, a través de donaciones. Esta situación fue motivada cuando la casa discográfica AFM Records se retiró sin entregar la mayor parte del financiamiento para su producción, el cual se estimó en un costo total de veinticinco mil euros. Indicaron que faltaban cinco mil euros, cifra que lograron recuadrar.

La banda lo lanzó finalmente el 20 de mayo de 2011. bajo el nombre de Last Curtain Call. El DVD tiene una duración total de noventa y cuatro minutos de música con dieciocho canciones. Adicionalmente, contiene un documental de media hora «en la carretera» grabado en la última gira y los ensayos de la banda el 1 de octubre de 2010 (con los fanáticos que asistieron), así como otra media hora de entrevistas en profundidad con todos los miembros de Theatre of Tragedy.
También adjunta un CD doble con el concierto completo. La dirección escénica estuvo a cargo de Erlend Sørbø, el audio fue mezclado por Alex Møklebust y masterizado por Chris Sansom.

## Estilos musicales
Probablemente más conocida y aclamada por sus primeros trabajos, esta banda fue muy influyente en el género del metal gótico. Se considera una de las primeras en usar el clásico contraste de voces guturales masculinas con voces soprano femeninas.
En sus tres primeros álbumes, sus letras estaban predominantemente compuestas en inglés antiguo del Renacimiento (Early Modern English, Inglés moderno temprano), mezclado ocasionalmente con algunas palabras en noruego, características particulares que las hacían relativamente incomprensibles para el común del público. Incluso realizaron composiciones íntegramente en alemán (como «Der Tanz der Schatten» de Velvet Darkness They Fear (1996)), o con versos en latín («Venus» del álbum Aégis (1998)).

Para esta etapa, las letras eran oscuras y referían a elementos fantásticos propios de la mitología grecorromana o del folklore europeo (en particular, estas características están presentes en Aégis).

Sin embargo, a partir de dicho disco, la banda comenzó un cambio radical de sonido, mermando las voces guturales y más melodías calmas. También hubo un cambio en sus letras, tornando más hacia el inglés clásico y por lo tanto, más accesible.

Su siguiente trabajo, Musique marcó un giro drástico en estilo y estética, volviéndose al género rock industrial, estilo que se mantuvo en su siguiente disco, Assembly. Esta tendencia les valió serias críticas, y las ventas de dichos discos no fueron las esperadas.

Assembly fue también el último álbum en el cual participó la cantante Liv Kristine. Para esta etapa, fueron frecuentes los vídeos de piezas claves, con un sonido decididamente comercial. Las líricas contienen elementos más cotidianos de la modernidad, como la tecnología, la vida nocturna o las peleas callejeras.

Sus dos últimas producciones, Storm y Forever Is The World, con la nueva cantante Nell Sigland (de una voz similar a la de Kristine), es de alguna manera un regreso al gothic metal, pero nuevamente sin las líricas crípticas y densas de sus primeros trabajos (usando un inglés más corriente) y con escasas voces guturales.

## Miembros
- Nell Sigland - Voces
- Raymond Istvàn Rohonyi - Voces, electrónica, letras
- Vegard T. Thorsen - Guitarra
- Frank Claussen - Guitarra
- Lorentz Aspen - Teclado
- Hein Frode Hansen - Batería

### Miembros pasados
- Liv Kristine Espenæs - voces (desde Theatre Of Tragedy hasta Assembly)
- Pål Bjåstad - Guitarra (en Theatre Of Tragedy)
- Geir Flikkeid - Guitarra (en Velvet Darkness They Fear y Der Tanz Der Schatten)
- Tommy Olsson - Guitarra (en Aegis)
- Tommy Lindal - Guitarra (desde Theatre Of Tragedy hasta A Rose for the Dead)
- Eirik T. Saltrø - Bajo (desde Theatre Of Tragedy hasta Musique)

## Discografía

### Álbumes de estudio
- Theatre of Tragedy (1995)
- Velvet Darkness They Fear (1996)
- Aégis (1998)
- Musique (2000)
- Assembly (2002)
- Storm (2006)
- Forever is the World (2009)

### EP
- Theatre of Tragedy (demo) (1994)
- A Rose for the Dead (1997)
- Virago (EP) (1999)
- Inperspective (2000)
- Addenda (2010)

### Conciertos
- Closure:Live (2001)

### DVD
- Last Curtain Call  (2011)

### Sencillos
- «Der Tanz Der Schatten» (1996)
- « Cassandra» (1998)
- «Image » (2000)
- «Machine» (2001)
- «Envision» (2002)
- «Let You Down» (2002)
- «Storm» (2006)
- «Deadland» (2009)

### Vídeos musicales
- «A Hamlet for a Slothful Vassal» (1995)
- «Image» (2000)
- «Machine» (2000)
- «Let You Down» (2002)
- «Storm» (2006)